# Stephen Hendry
Stephen Gordon Hendry MBE (South Queensferry, 13 de janeiro de 1969) é um ex-jogador profissional de snooker escocês, considerado por muitos como o melhor jogador da modalidade de todos os tempos. É o detentor de sete títulos do campeonato do Mundo, sendo apenas ultrapassado nesta contagem pelo lendário Joe Davis. Tem a alcunha no snooker de The Golden Boy.
Hendry, profissional desde 1985, venceu 36 eventos do ranking mundial em toda a sua carreira. Foi o mais novo vencedor do Campeonato do Mundo, quando venceu Jimmy White por 18-14 com apenas 21 anos.
Ao longo da sua empolgante carreira conseguiu 775 tacadas centenárias, foi número um do ranking mundial por oito épocas consecutivas (um recorde) e conseguiu um prize-money acumulado superior a 8 milhões de libras. Em torneios para o ranking mundial conseguiu por 11 vezes tacadas de 147 pontos, ficando apenas atrás de Ronnie O'Sullivan.
Em 1994 foi-lhe concedido o título de MBE (Member Of The British Empire) pela Rainha Isabel II.
Hendry anunciou a sua retirada do snooker no dia 1 de maio de 2012, após a derrota frente a Stephen Maguire no Campeonato do Mundo de Snooker. Vive actualmente em Auchterarder, Perthshire com sua mulher e os seus dois filhos.

## Títulos
- Campeonato mundial de snooker - 1990, 1992, 1993, 1994, 1995, 1996, 1999
- Embassy World Championship - 1990, 1992, 1993, 1994, 1995, 1996, 1999
- Campeonato britânico de snooker - 1989, 1990, 1994, 1995, 1996
- British Open - 1989, 1991, 1999, 2003
- Players Championship - 1993, 1997, 1999
- European Open - 1993, 1994, 2001
- Dubai Duty Free Classic - 1989, 1990, 1993
- Welsh Open - 1992, 1997, 2003
- Grand Prix - 1990, 1993, 1995, 1997
- Thailand Open - 1998
- Malta Cup - 2005
- Asian Open - 1989,1990